# Função RHK
Função RHK é um grupo de rap brasileiro com origens em Itapevi, São Paulo. Função RHK significa Função Respeito, Humildade e Koragem (com a letra K – dando ênfase na palavra coragem)e fundado no ano de 1998 por TOM. No ano de 2000, FUNÇÃO RHK conhece o DJ e PRODUTOR DJ CIA, no evento CONCHA ACÚSTICA em Barueri em um show do RZO. Foi quando HELIÃO(RZO) convida TOM para participar de ENSAIOS e SHOWS e assim começando a fazer parte da FAMÍLIA RZO, juntamente com DBS, SABOTAGE, NEGRA LEE, entre outros num período de 3 anos. Lançou em 2006 seu primeiro trabalho, chamado Eu Amo Você. Além disto, a banda fez diversas aparições em trabalhos de outras, nomeadamente RZO, DBS e a Quadrilha, 509-E, Consciência X Atual, Nitro Di e Edu Ribeiro. Em 2006, concorreu a várias categorias do Prêmio Hutúz.
Em 2008, FUNÇÃO RHK recebeu do site YOUTUBE uma congratulação por ter o clip da música SEGURA US B.Ó o mais visto no mês de SETEMBRO.

## Discografia
- Eu Amo Você (2006)
- O Ataque (2019)